# (4763) Ride
(4763) Ride est un astéroïde de la ceinture principale.

## Description
(4763) Ride est un astéroïde de la ceinture principale. Il fut découvert le 22 janvier 1983 à la station Anderson Mesa par Edward L. G. Bowell. Il présente une orbite caractérisée par un demi-grand axe de 2,66 UA, une excentricité de 0,10 et une inclinaison de 11,4° par rapport à l'écliptique.

## Compléments